# CCM 캠프
CCM 캠프는 CBS 표준FM에서 매일은 밤 10시부터 밤 11시까지 1부 , 밤 11시 5분부터 밤 12시까지 2부 방송되는 CCM 전문 라디오 프로그램이다. 단, 이 프로그램은 모두 전국방송이다.
CBS JOY4U와 동시에 방송되며, 현재는 CCM 전문 방송인이자 CBS의 PD인 박성욱이 진행한다.

## 역사
이 프로그램의 전신은 CBS 사옥이 종로5가에 있던 시절 담당 프로듀서인 양동복 PD가 제작했던 가스펠 아워로, 시인과 촌장의 멤버 하덕규가 진행하는 주 1회 방송이었다. 다양한 국내외 CCM을 소개하던 이 프로그램은 폐지 후, "CCM 캠프"라는 새로운 제목으로 1995년 12월 15일부터 CBS 음악FM을 통해 방송되기 시작했고, 2005년 9월 5일에 CBS 표준FM으로 채널을 이관한 후 2007년 1월 1일 CBS 춘하계 개편부터 2012년 10월 28일까지는 음악FM과 표준FM을 통해 동시 방송되기도 했으며 2012년 10월 29일부터는 표준FM에서만 방송하고 있다. 많은 DJ들이 거쳤으며 2017년 5월 1일부터 2019년 9월 30일 CBS JOY4U에서 "아침묵상"을 진행했던 한웅재 목사가 진행했다. 2015년 9월 14일 개국한 CBS의 인터넷 크리스천 음악 전문 채널인 CBS JOY4U에서도 이 방송을 들을 수 있다. CBS JOY4U에서는 매일 밤 12시 본방송 외에 오후 2시에 재방송을 했으나, 2016년 4월 25일 개편으로 CBS JOY4U에서의 오후 2시 재방송은 중단되었다. 2019년 9월 30일부터 심기식 아나운서가 진행했다가, 2021년 11월 8일부터 박성욱 PD가 진행한다. 2022년 3월 2일부터 평일은 밤 10시 5분부터 자정까지, 주말은 밤 10시부터 자정까지로 방송 시간이 변경되었다. 2024년 3월 4일부터 매주 평일 밤 10시 뉴스가 폐지되면서 평일 방송시간이 변경되었다. 매일 밤 10시부터 11시까지 1부 , 밤 11시 5분부터 자정까지 2부가 방송되며 , 주말은 기존대로 밤 10시부터 자정까지 방송된다.

## 역대 방송시간
| 방송 채널             | 방송 기간                          | 방송 시간                                                  |
| --------------------- | ---------------------------------- | ---------------------------------------------------------- |
| CBS 음악FM            | 1995년 12월 15일 ~ 2004년 5월 9일  | 매일 밤 8:00 ~ 밤 10:00                                    |
| CBS 음악FM            | 2004년 5월 10일 ~ 2005년 9월 4일   | 매일 밤 12:00 ~ 새벽 2:00                                  |
| CBS 표준FM            | 2005년 9월 5일 ~ 2006년 12월 31일  | 매일 밤 12:05 ~ 새벽 2:00                                  |
| CBS 표준FM            | 2012년 10월 29일 ~ 2022년 3월 1일  | 매일 밤 12:00 ~ 새벽 2:00                                  |
| CBS 표준FM            | 2022년 3월 2일 ~ 2024년 3월 3일    | 매일 밤 10:05 ~ 밤 12:00                                   |
| CBS 표준FM            | 2024년 3월 4일 ~ 현재              | 매일 밤 10:00 ~ 밤 11:00 (1부) 매일 밤 11:05 ~ 12:00 (2부) |
| CBS 음악FM CBS 표준FM | 2007년 1월 1일 ~ 2007년 3월 18일   | 매일 밤 12:05 ~ 새벽 2:00                                  |
| CBS 음악FM CBS 표준FM | 2008년 5월 12일 ~ 2010년 5월 9일   | 매일 밤 12:05 ~ 새벽 2:00                                  |
| CBS 음악FM CBS 표준FM | 2007년 3월 19일 ~ 2008년 5월 11일  | 매일 밤 12:00 ~ 새벽 2:00                                  |
| CBS 음악FM CBS 표준FM | 2010년 5월 10일 ~ 2012년 10월 28일 | 매일 밤 12:00 ~ 새벽 2:00                                  |

## 역대 DJ
- 하덕규 (1995.12.15 ~ 2003.5)
- 장기호 (2003.5~2006.3)
- 조수아 CCM 가수 (2006.3~2006.12)
- 최정원 CBS 아나운서 (2007~2008)
- 심기식 CBS 아나운서 (2008~2009) (1차)
- 김은영 CBS 아나운서 (2009~2010) (1차)
- 송정훈 CBS 아나운서 (2010.5.10~2014.5.18)
- 이성재 배우 (2014.5.19~2016.10.30)
- 김은영 CBS 아나운서 (2016.10.31~2017.4.30) (2차)
- 한웅재 CCM 가수, 싱어송라이터, 목사 (2017.5.1~2019.9.29)
- 심기식 CBS 아나운서 (2019.09.30~2021.11.07)  (2차)
- 박성욱 프리랜서 PD + DJ (2021.11.08~)

## 담당 프로듀서
1995년부터 제작을 맡은 초대 PD는 AM 시절 가스펠 아워를 제작했던 양동복 프로듀서였으며, 이후 안혁, 김세광, 김정훈, 김동혁, 이재상 프로듀서 등이 제작을 맡아왔다.
2016년 10월 31일부터 김은영 아나운서 1인 제작으로 진행했었다.
2017년 5월 1일 개편부터는 박성욱 PD가 제작을 담당하고 있다.
2021년 11월 8일 개편으로 박성욱 PD의 1인 제작으로 변경되었다.

## 작가
김우현, 유은주, 신홍석, 안은주, 전영수, 유재혁, 문혜영, 이윤창이 CCM 캠프의 작가를 맡아왔다
2017년 5월 1일 개편부터 유은주 작가가 오프닝과 구성원고를 쓰고 있다. 유은주 작가는 CCM 캠프 초기 작가였다.
2017년 CBS 라디오 가을 개편으로 최하은 작가로 변경됐다.
2021년 11월 8일 윤여민 작가로 변경됐다.

## 코너
- 사연과 신청곡
- 2부 CCM다이어리 - 노래의 속살 음악의 뒷편의 이야기를 들어보는 시간. 매일 한곡의 노래를 정해서 송스토리를 전한다.
- 고효경의 시시콜콜 : 매월 1주 금요일 2부  -  CCM음악과 아티스트의 이야기를 테마로 엮어서 전하는 코너
- 캠프초대석 : 매월 2.3주 금요일 2부  - 아티스트 초대해서 음악과 라이브로 만나는 시간.
- 염평안의 이달의CCM : 매월 4주 금요일 2부  - 이달에 새로나온 음악을 소개하고 들어보는 시간.

## 시그널 음악
1995년 12월 15일 첫방송 때부터 현재까지 CCM 캠프의 시그널 음악은 Michael Gettel의 "Through the Doorway"를 사용하고 있다.

## 같이 보기
- CBS 표준FM